# Sebastian Müller (Gitarrist)
Sebastian Alexander Müller (* 1980 in Zweibrücken) ist ein deutscher Fusion- und Jazzmusiker (Gitarre, Komposition).

## Leben und Wirken
Müller entdeckte als Jugendlicher Grindcore, aber auch Jazz. Er studierte an der Musikhochschule Köln (1. Staatsexamen, Lehramt Gymnasien) und bei Mick Goodrick, Wayne Krantz und Hal Crook am Berklee College of Music in Boston.
Müllers Debütalbum Peel erschien 2014 bei Klaeng Records.  Seit 2008 gehörte er zur Elektroformation Colonel Petrov’s Good Judgement, mit der er unter anderem 2019 beim Achtbrücken-Festival auftrat und drei Alben vorlegte. Seit 2019 gehört er zu Frank Gratkowskis The Resonators, mit denen er beim Moers Festival 2021 konzertierte. Er ist auch auf Tobias Christls Album Wildern, Jonas Burgwinkels Side B und Reza Askaris Roar zu hören.

## Diskographische Hinweise
- Peel (Klaeng 2014, mit Pablo Held, Daniele Camarda, Jonas Burgwinkel, sowie Sebastian Gille)
- Colonel Petrov’s Good Judgement Moral Machine (Moral Machine Records 2016, mit Leonhard Huhn, Reza Askari, Nils Tegen, Rafael Calman)[5]
- Colonel Petrov’s Good Judgement Among Servants (Moral Machine Records 2018, mit Leonhard Huhn, Reza Askari, Rafael Calman sowie Christian Kolf)[6]
- Colonel Petrov's Good Judgement Hypomaniac (Moral Machine Records 2021, mit Leonhard Huhn, Reza Askari und Rafael Calman)[7]